# Hudební žánr
Hudební žánr je nejjednodušší a přesně definovatelné rozdělení hudby podle jejích formálních a obsahových charakteristik. Je tedy širším členěním než Hudební styl (ang. style), hudebních stylů jsou stovky i více a stále vznikají nové...

## 7 základních žánrů
- Lidová hudba – česká či blízká lidová hudba, anglicky folk
- Klasická hudba – vše, co obsahuje anglický termín „classical music“
- Jazz – jazz vychází z blues, jednoduše se vyvinul z afroamerické hudby a přebírá i taneční prvky
- Rock – rock představuje adaptaci rhythm and blues, rocková hudba vychází z těchto kořenů
- Pop – chápáno spíše jako komerční oblast hudby
- Metal – v širším smyslu představuje metal celý hudební žánr, včetně všech jeho odnoží
- Electronica – elektronická hudba je volný termín pro hudbu, kde jednotlivé elektronické zvuky jsou vytvářeny počítačem